# کاتینگ کرو
کاتینگ کرو (به انگلیسی: Cutting Crew) یک گروه پاپ راک انگلیسی است که در سال ۱۹۸۵ تشکیل شد. مشهورترین ترانهٔ کاتینگ کرو «امشب در آغوشت جان دادم» است که در زمان انتشارش در سال ۱۹۸۷ پرفروش‌ترین تک‌آهنگ ایالات متحده آمریکا، کانادا و فنلاند شد. آن‌ها طی بیش از ۳ دهه فعالیت‌شان، پنج آلبوم استودیویی منتشر کرده‌اند. آخرین آلبوم کاتینگ کرو افزودن به علاقه‌مندی‌ها بود که در سال ۲۰۱۵ منتشر شد. خوانندهٔ اصلی کاتینگ کرو نیک ون اید است و کوین مک مایکل (گیتاریست)، کالین فارلی (بیس)، مارتین فراستی (درام) و تونی مور (کیبورد) دیگر اعضای گروه هستند.